# Olney Cazarré
Olney Cazarré, nome artístico de Olnei Berard Cazarré (Rio de Janeiro, 14 de maio de 1945 – Rio de Janeiro, 19 de janeiro de 1991), foi um ator, diretor, radialista, radioator, comediante e dublador brasileiro.

## Biografia
Olnei Berard Cazarré, nome de batismo de Olney Cazarré, era filho dos atores Darcy Cazarré e Déa Selva e irmão do ator Older Cazarré.
Nos anos 60, foi admitido na AIC (Arte Industrial Cinematográfica) como projecionista. Logo depois foi contratado como dublador, tornando-se a partir de 1966 a voz do personagem Pica-Pau. Olney continuou dublando o pássaro até 1976, quando Garcia Júnior assumiu a função em 1977 e assim permaneceu até 1979. Olney reassume a voz do Pica-Pau cinco anos depois, em 1984, e continua no posto até o ano seguinte.
Aos três anos de idade participou do filme Mãe, no qual fazia parte do elenco a mãe de Olney, Déa Selva, e também o seu irmão mais velho, Older Cazarré. Anos mais tarde fez parte do elenco do filme A Super Fêmea e também do filme Regina e o Dragão de Ouro, ambos de 1973. A partir daí  participou de uma sequência de filmes: O Super Manso (1974); Quando Elas Querem e Eles Não (1975); Passaporte para o Inferno (1976); Antônio Conselheiro e a Guerra dos Canudos, que também é creditado como Antônio Conselheiro e a Guerra dos Pelados (1977); Doramundo (1978); Os Paspalhões em Pinóquio 2000 (1980).
Estreou na TV na novela Rosa-dos-Ventos (1973). Em seguida atuou em Meu Rico Português (1975) e Os Apóstolos de Judas (1976). Em 1979 fez parte do elenco de Feijão Maravilha, na TV Globo, juntamente com o seu irmão Older Cazarré, Grande Otelo e Walter D'Ávila. Esses três atores fizeram parte da Escolinha do Professor Raimundo na primeira turma da série.

### Dublagem
Detentor de uma voz considerada irônica e versátil, trabalhou como dublador entre as décadas de 60 e 80 em estúdios de São Paulo. Na dublagem, seus trabalhos mais notáveis foram o Pica-Pau, no clássico The Woody Woodpecker Show, e o Coelho Ricochete em Coelho Ricochete e Blau-Blau. Na metade dos anos 1980, ele atuou na Herbert Richers.

## Morte
Morreu em 19 de janeiro de 1991, em sua residência no Rio de Janeiro, aos 45 anos, em consequência de graves problemas cardíacos devido a uma tromboangeíte obliterante. Por causa da doença, perdeu os movimentos das pernas e, posteriormente, precisou removê-las. Nesta época, interpretava o corintiano fanático "João Bacurinho" na Escolinha do Professor Raimundo. Olney foi sepultado no Cemitério de São João Batista, em Botafogo, zona Sul carioca.

## Carreira

### Televisão
| Ano  | Título                          | Papel          |
| ---- | ------------------------------- | -------------- |
| 1990 | Escolinha do Professor Raimundo | João Bacurinho |
| 1984 | Humor Livre                     | [ 12 ]         |
| 1982 | Chico Anysio Show               | João Bacurinho |
| 1981 | Amizade Colorida                | Paulo          |
| 1980 | Reapertura                      |                |
| 1979 | Feijão Maravilha                | Oscar          |
| 1978 | Planeta dos Homens              |                |
| 1976 | Os Apóstolos de Judas           |                |
| 1975 | Meu Rico Português              | Wagner         |
| 1975 | Vila do Arco                    | Benjamin       |
| 1973 | Rosa dos Ventos                 | Vavá           |
| 1963 | O Riso é o Limite               |                |

### Cinema
| Ano  | Título                                     | Papel            |
| ---- | ------------------------------------------ | ---------------- |
| 1987 | Tanga                                      | Militar de Tanga |
| 1980 | Os Paspalhões em Pinóquio 2000             | Kiko             |
| 1978 | Doramundo                                  | Bentinho         |
| 1977 | Antonio Conselheiro e a Guerra dos Pelados |                  |
| 1976 | Passaporte para o Inferno                  | André            |
| 1976 | Quando Elas Querem ... e eles não          | Pantaleão        |
| 1975 | O Super Manso                              | Neco             |
| 1973 | A Super Fêmea                              | Médico           |
| 1973 | Regina e o Dragão de Ouro                  | Kossui           |
| 1973 | O Detetive Bolacha Contra Gênio do Crime   |                  |
| 1964 | Imitando o Sol                             |                  |
| 1948 | Mãe                                        | Filho de Maria   |

### Dublagem
- Pica-Pau em Pica-pau (2° e 4° voz) - Clássico[1]
- James Stephens (Dick York) e (Dick Sargent) em A Feiticeira
- Sargento (José Luis Amaro) e funcionário do parque de diversões (Abraham Stavans) em Chaves
- Alferes Pavel Checov (Walter Koenig) - Jornada nas Estrelas (1ª dublagem)[1]
- Hadji Singh em Jonny Quest
- Coelho Ricochete em Coelho Ricochete e Blau-Blau
- Fofoquinha em Matraca-Trica e Fofoquinha
- Jace em Space Ghost
- Goober em Goober e Os Caçadores de Fantasmas
- Elvis em Butch Cassidy e Os Sundance Kids
- Soldado da Horda e Látego em She-Ra: A Princesa do Poder
- Coelho em O Pequeno Príncipe e Dragão de Oito Cabeças
- Personagens secundários em Tom e Jerry (1ª dublagem)
- Tom e personagens secundários em O Novo Festival Tom e Jerry
- Skyfire em Transformers
- Zé Colmeia em Zé Colmeia, o Urso Amigo
- Teco em Tico e Teco (VHS)
- Ray Krebbs (Steve Kanaly) em Dallas (9ª temporada)
- Micky em Micky Dolenz - The Monkees
- Diretor Jesse (Steve Inwood) - Os Embalos de Sábado Continuam
- Capitão Louis LeBeau (Robert Clary) - Guerra, Sombra e Água Fresca
- Soldado Meredih C. Bixby (Jerry Lewis) - O Bamba do Regimento
- Andrew Rubin (George Martín) - Loucademia de Polícia
- Billy Lee Blake (Peter Lazer) - O Homem
- Wayne Lomax (Ed Harris) - Um Lugar no Coração
- Joshua Bolt (David Soul) - (2ª dublagem) - E As Noivas Chegaram
- Senador Robert Fraser (Chuck Connors) - Capitão Nemo e a Cidade Flutuante
- James Ringerman (Don Stroud) - Meu nome é Coogan
- Alemão (Franco Balducci) - Duas Mulheres
- Tom Stark (John Derek) - A Grande Ilusão
- Albert Delambre (Michael Graham) - A Maldição da Mosca
- Junior Justice (Mike Henry) - Agora Você Não Escapa
- James Anderson (Patrick Wayne) - Shenandoah, O Vale Heróico
- Nick Bernam (Phillip Terry) - Farrapo Humano